# NAL Asuka
NAL Asuka – japoński samolot doświadczalny o właściwościach STOL (krótki start i lądowanie), wybudowany na bazie płatowca Kawasaki C-1.

## Historia
National Aerospace Laboratory czyli japoński Państwowy Instytut Lotnictwa i Kosmonautyki założony został w 1955 roku w celu rozwoju i wsparcia naukowego rodzimego przemysłu lotniczego i technologii wykorzystywanych w badaniach kosmosu. Od 1962 roku w Instytucie zaczęto prowadzić badania nad samolotami krótkiego startu i lądowania, prace te zaowocowały rozpoczęciem w 1977 roku programu budowy samolotu o właściwościach STOL. Samolot nie był budowany od podstaw, do budowy nowej konstrukcji wykorzystano istniejący już i sprawdzony samolot transportowy Kawasaki C-1. Nazwa dla nowej maszyny, Asuka została wyłoniona w konkursie dla uczniów szkół podstawowych i średnich, oznacza latającego ptaka jak również okres panowania regenta Shōtoku. Samolot obok właściwości STOL miał również charakteryzować się jak najniższym poziomem wytwarzanego hałasu, stąd określany jest mianem QSTOL (Quiet Short Take-Off and Landing, litera Q oznaczała quiet/cichy). W 1979 roku przystąpiono do budowy, a gotową maszynę, jeszcze z dwoma zamiast czterech silników po raz pierwszy zademonstrowano publicznie w październiku 1983 roku. Gotowy prototyp po raz pierwszy wzbił się w powietrze 28 października 1985 roku. Prace zakończono na etapie wybudowania jednego samolot, który nie był dalej rozwijany. Można go oglądać w Kakamigahara Aerospace Science Museum.

## Konstrukcja
Asuka jest czterosilnikowym, całkowicie metalowym górnopłatem, w którym w celu nadania mu cech krótkiego startu i lądowania zastosowano zasadę USB (Upper-Surface Blowing), polegającą na nadmuchu powietrza (w tym przypadku z silników) na górną powierzchnie płata. Podobne rozwiązanie zastosowano w amerykańskim samolocie STOL Boeing YC-14. Wykorzystano również sterowanie warstwą przyścienną powietrza opływającego płat na krawędzi natarcia skrzydła i na lotkach. Dwudźwigarowe, wolnonośne skrzydła zbudowane ze stopów aluminium, skośne o ujemnym wzniosie wynoszącym -5°30' w części zewnętrznej (na zewnątrz silników) z sześcioma integralnymi zbiornikami paliwa o pojemności 15 414 dm³. Płat w części przykadłubowej pokryty jest kompozytem z włókna szklanego i poliamidu. Klapy umieszczone za silnikami oraz wszystkie elementy mechanizacji skrzydła, pracujące w strumieniu gorącego powietrza z silników wykonane są z tytanu, stopów aluminium i poliamid zbrojonego włóknem szklanym. Dodatkowe powierzchnie sterowe to czteroszczelinowe klapy wzięte z samolotu C-1, umieszczone poza strumieniem gazów z silnika, lotki oraz sloty na krawędzi natarcia. Ciśnieniowy, klimatyzowany kadłub o konstrukcji półskorupowej o kołowym przekroju z siedmioma miejscami dla personelu technicznego (trzyosobowa załoga). Usterzenie wolnonośne w kształcie litery T z usterzeniem poziomym o zmiennym w locie kącie ustawienia i ujemnym wzniosie -5° na szczycie usterzenia pionowego. Usterzenie poziome zaopatrzone jest w sloty wykonane ze sztucznego tworzywa zbrojonego włóknem szklanym. Chowane, trójzespołowe podwozie, przednie, dwukołowe do wnęki w kadłubie, główne dwa zespoły po cztery koła umieszczone po dwa jedno za drugim do wnęk przykałdubowych. Cztery silniki MITI/NAL FJR710/600S zamontowane w wysuniętych ku przodowi gondolach na górnej części skrzydeł.